# Vierge à l'Enfant entre saint Médard et saint Jean

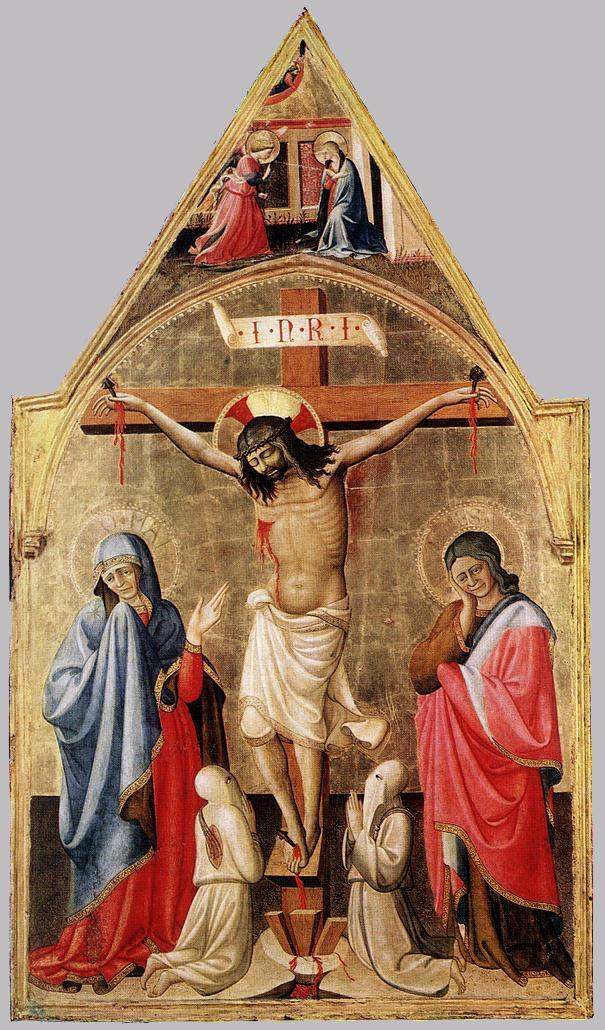
Face de la Crucifixion : Crocifissione di Cristo, Annunciazione.

La Vierge à l'Enfant entre saint Médard et saint Jean est une peinture d'Antonio da Firenze, réalisée sur deux faces d'un panneau de bois, qui servait de bannière de procession, datant de la période d'action du peintre, soit  entre 1415 et 1440. Elle est conservée au  Musée de l'Ermitage de Saint-Pétersbourg.

## Histoire
Cette peinture, signée ANTONIVS•DEFLORENTIA•, est  une bannière de procession, peintes sur les deux faces d'un même panneau de bois à pinacle, donc servant de gonfalon pour la protection de la ville invoquant la Vierge et des saints locaux ou populaires en intercesseurs.

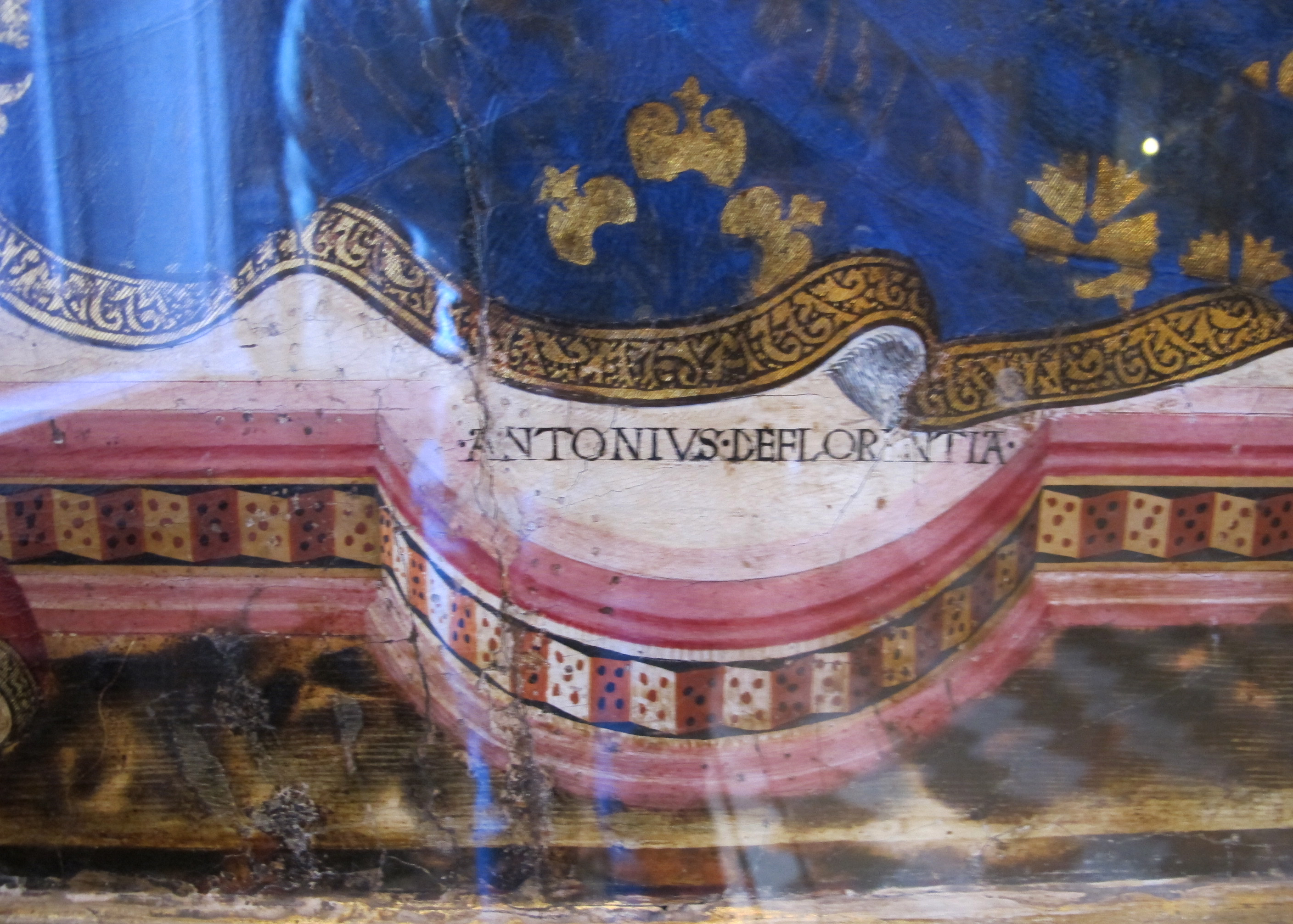
Signature du peintre sur le socle du trône.

## Iconographie
Une des faces contient une Madone, Vierge à l'Enfant au trône, soit une Maestà accompagnée de saints en Conversation sacrée, l'autre la  Crucifixion, avec Marie et saint Jean.
Des scènes complémentaires appuient la dévotion (Christ bénissant, Annonciation).

## Description
Face de la MaestàLa Vierge à l'Enfant trônant au milieu de la composition au-dessus de l'estrade visible sous ses pieds, est entourée par saint Médard à gauche, saint-évêque reconnaissable à sa crosse épiscopale et à sa mitre, tenant une maquette d'une tour-prison (saint-patron des personnes emprisonnées) ; à droite saint Jean baptiste, avec son bâton croisé et sa pelisse de chameau, portant un phylactère affichant ECCE AGNUS [DEI]. La tenture qui entoure le trône est tenue par deux anges, visibles en buste, occupant la partie haute cintrée du panneau. Un pinacle surmonte le tout avec le Christ bénissant en médaillon entouré de séraphins rouges et de chérubins bleus. La Vierge tient une rose et l'Enfant jésus porte, en pendentif, une branche de corail rouge (symbole de la Passion). Toutes les figures saintes portent des auréoles dorées incisées.
Face de la CrucifixionLe Christ en croix est entouré de Marie et de l'apôtre Jean pleurant, et deux pénitents flagellants blancs représentés en perspective inversée (de taille inférieure à celle des intercesseurs). Le pinacle comprend une Annonciation (ange annonciateur à gauche, Vierge annoncée à droite et Dieu le père au ciel.

## Analyse
Malgré la date de réalisation du Quattrocento florentin, la facture est clairement gothique (forme de l'encadrement architectonique, maquette de ville tenue par un saint, phylactère, visages des anges seulement de face ou de profil), et le style encore byzantin (yeux en amande, mains à longs doigts, posture Christus patiens du Christ sur sa croix avec plaies saignantes et ruisselantes, pieds superposés, pleureurs au faciès appuyés, le tout sur fond d'or plaqué à la feuille, les auréoles marquées de textes étant incisées).
La présence des pénitents auto-flagellants (dont la confraternité est  probablement le commanditaire) situés au pied de la croix confirme la destination du tableau en gonfalon pour la procession votive, invoquant la Vierge et des intercesseurs auprès du « Dieu de colère » infligeant les fléaux à la population (peste et autres épidémies) en punition de leurs fautes.
La  perspective inversée (ou signifiante) est utilisée en de multiples endroits confirmant l'espace représenté sans unicité mais « somme des lieux » (ayant chacun leur point de fuite) : tour tenue par saint Médard, piédestal du trône, absence de profondeur du dais, isométrie de la croix. 

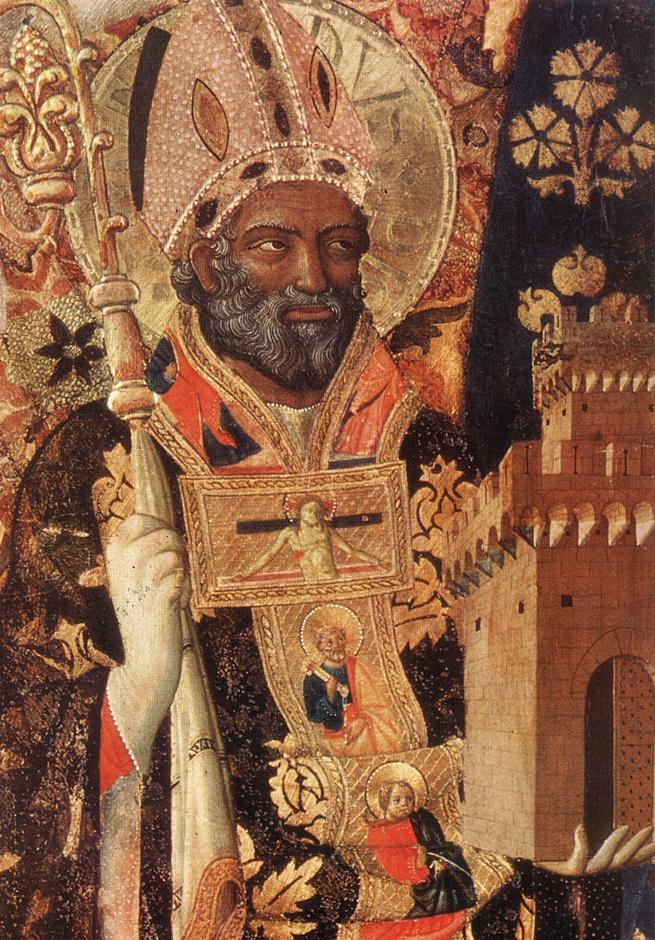
Saint Médard portant la tour-prison.
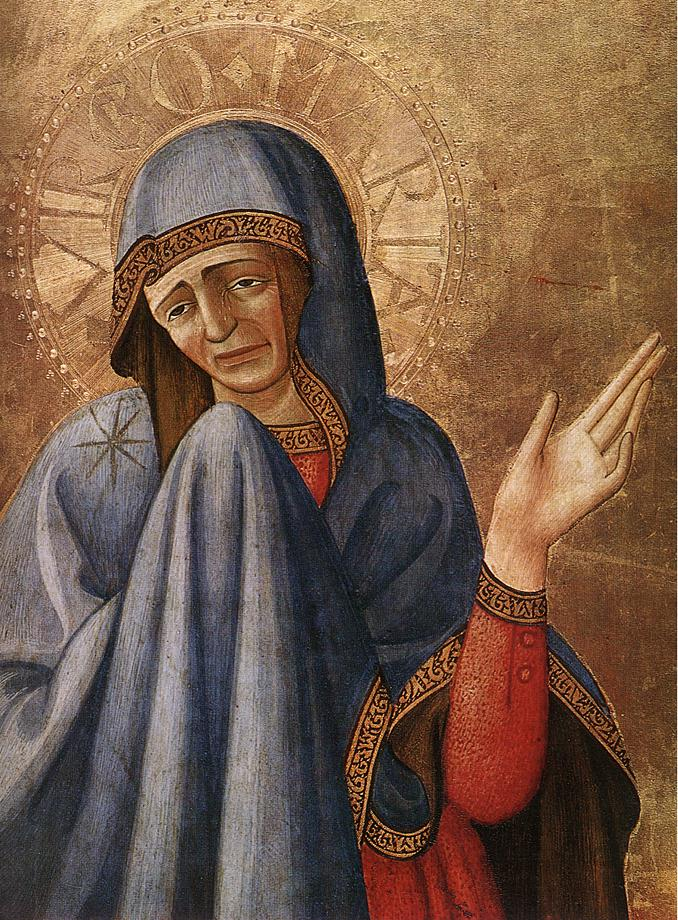
Tête de Marie sur la face de la Crucifixion.
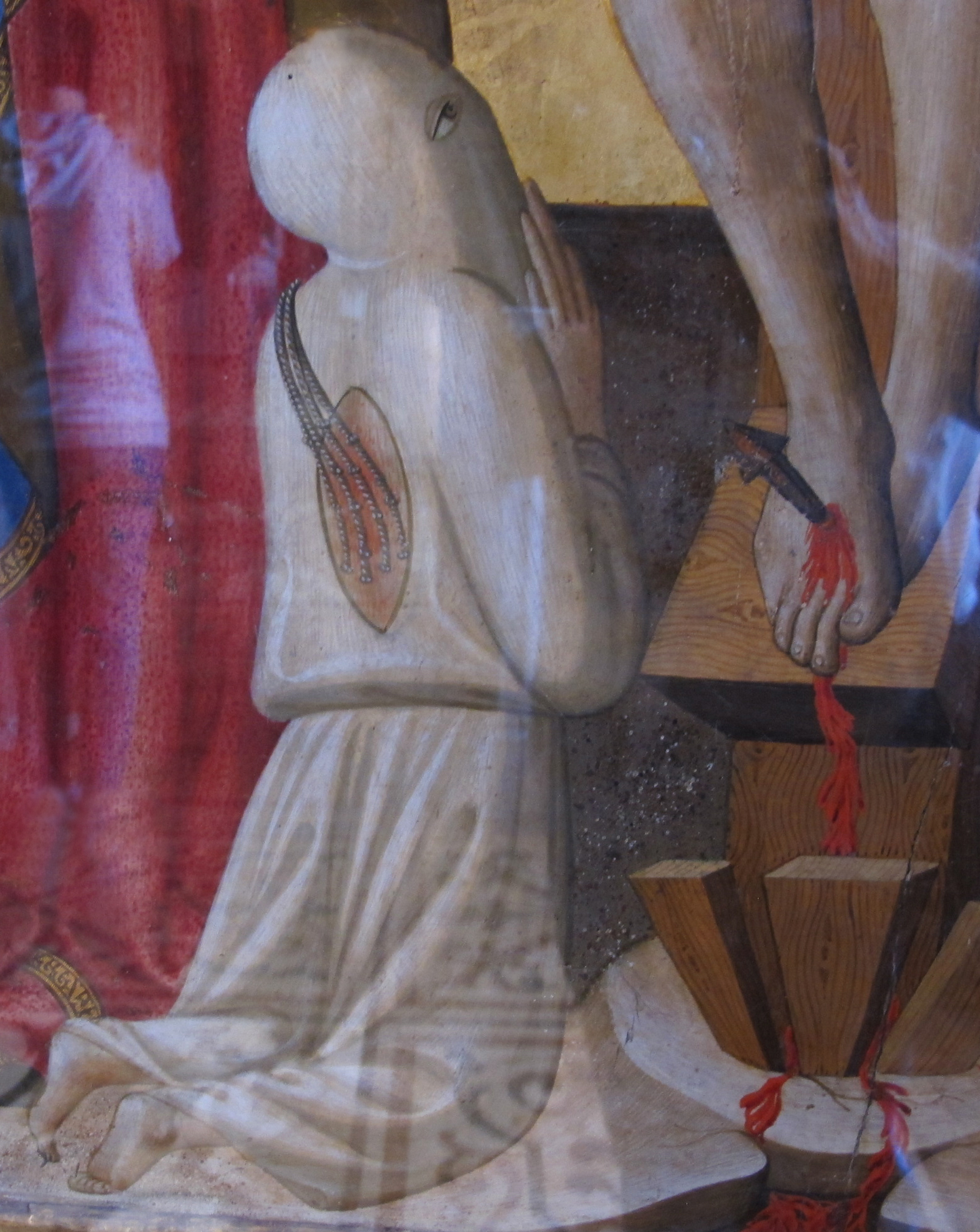
Flagellant et pied de la croix.